# Siddheswara-Tempel

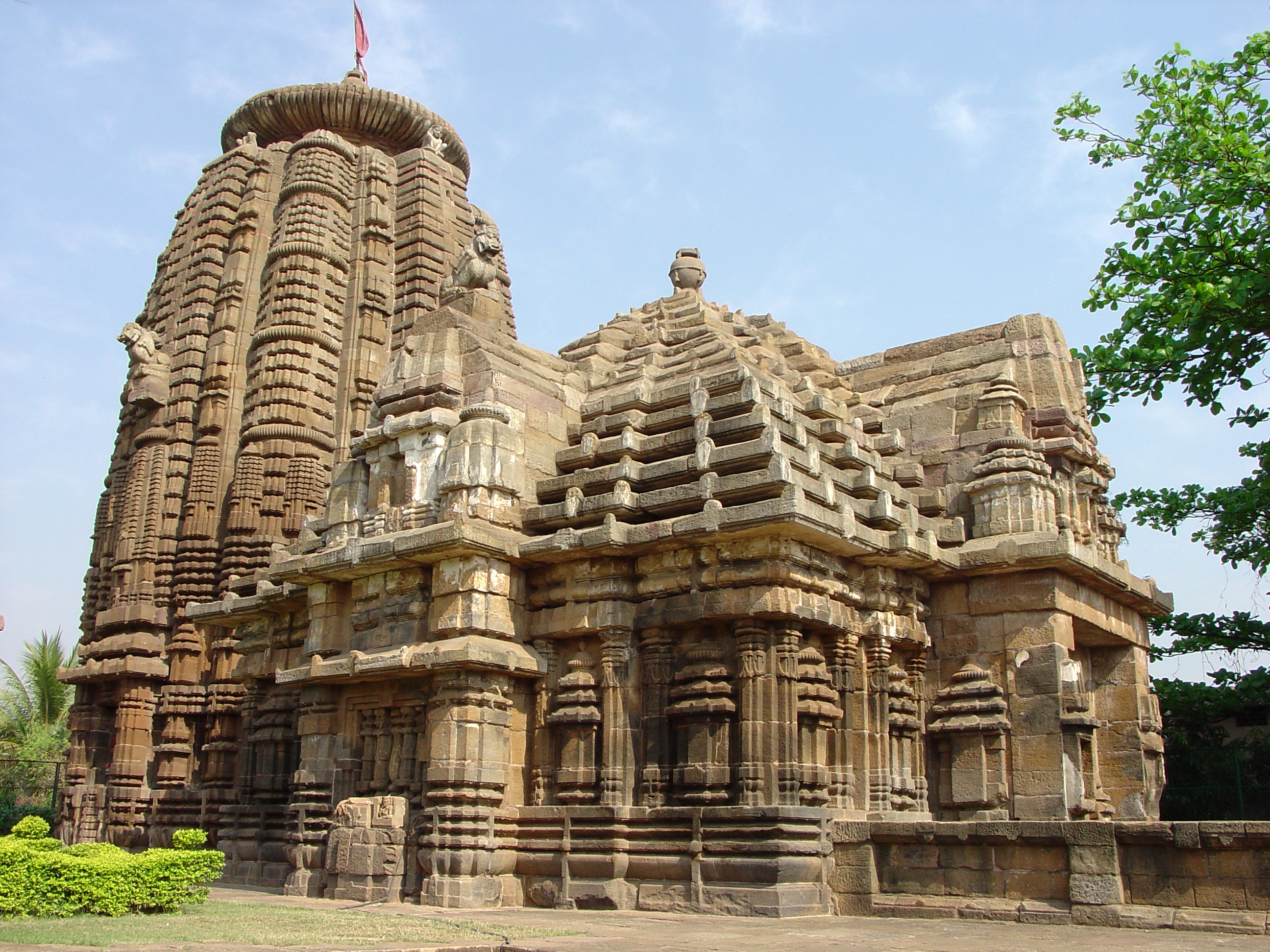
Siddheswara-Tempel, Bhubaneswar

Der Siddheswara-Tempel oder Sidhesvar-Tempel ist einer der vielen mittelalterlichen hinduistischen Tempelbauten von Bhubaneswar, der Hauptstadt des ostindischen Bundesstaats Odisha. Der Tempel ist dem Hindu-Gott Shiva in seinem Aspekt als ‚Herr der Siddhis‘ geweiht.

## Lage
Der Siddheswara-Tempel befindet sich – zusammen mit sechs Kleintempeln – in unmittelbarer Nachbarschaft des Mukteswar-Tempels etwa 1 km nordöstlich des Lingaraja-Tempels.

## Geschichte
Gründer und exakte Bauzeit des Tempels sind unbekannt. Aufgrund seiner entwickelten architektonischen Formen, die denen des nahegelegenen Rajarani-Tempel ähneln, gilt jedoch eine Datierung in die Zeit des ausgehenden 11. Jahrhunderts als wahrscheinlich.

## Architektur

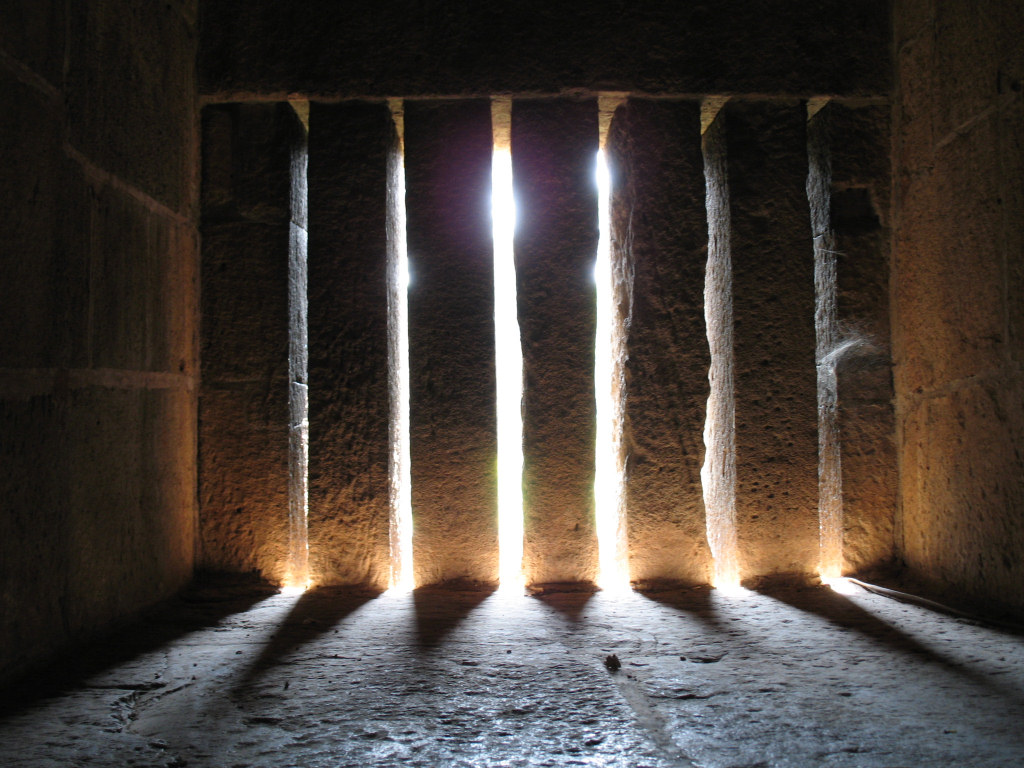
Fenster mit Steinpfeilern

Den Zugang zum Tempel bildet eine etwa meterhohe Plattform (jagati), die sich jedoch nicht – wie bei einigen früheren und vielen gleichzeitigen Bauten Zentralindiens (z. B. Lakshmana-Tempel, Khajuraho) – um den gesamten Tempelbau herumzieht. Eine rituelle Umschreitung (pradakshina) des Bauwerks war somit nur auf dem mit Steinplatten gepflasterten Erdbodenniveau möglich. Das pyramidal gestufte Dach der Vorhalle (jagamohana) und der leicht gekrümmte Turm (rekha deul) sind insgesamt reich gegliedert; figürlicher und ornamentaler Schmuck sind jedoch eher selten – lediglich in den Nischen des fünffach unterteilten (pancharatha) Turmes befinden sich Statuen von Ganesha und Karttikeya, den beiden Söhnen Shivas, sowie mehrere Löwenfiguren auf erhöhten Podesten. Der Turm endet in einem riesigen gerippten amalaka-Ringstein mit aufsitzendem Krug (kalasha). Außergewöhnlich ist die Methode des Lichteinlasses in der Vorhalle, die durch nebeneinandergestellte Säulen oder Pfeiler erreicht wird.